# Cateterismo
Per cateterismo, in campo sanitario, si intende un intervento nel quale un catetere viene inserito nel corpo umano, in una qualunque cavità di esso.
Il catetere fu utilizzato già dal 1868 dal medico Sornborger, mentre la sua forma più moderna è stata inventata nel 1940 da David Sheridan.
I cateterismi possono essere:
- Cateterismo venoso, accesso a una vena tramite catetere, per la somministrazione della terapia endovena e/o misurazione dei parametri e/o prelievi
- cateterismo cardiaco, usati in cardiologia
  - cateterismo di Swan-Ganz, dove il catetere viene inserito nell'arteria polmonare per il monitoraggio dello scambio del sangue.
- Cateterismo tubarico transcervicale, eseguito in ginecologia
- Cateterismo tubarico, in uso in otorinolaringoiatria, per l'insufflazione endotimpanica di acque termali attraverso la tuba di Eustachio (in alternativa, esiste il meno invasivo Politzer crenoterapico)
- Cateterismo ombelicale, eseguito in neonatologia (dove il catetere viene inserito nell'arteria ombelicale).
- Cateterismo vescicale, consiste nell'introduzione, con posizionamento provvisorio o permanente di un catetere sterile a uso diagnostico, terapeutico o evacuativo.
Questo tipo di cateterismo prima di essere rimosso, può chiedere la "ginnastica vescicale"[1], quando si sospetta una vescica neurologica o una ritenzione acuta con volume elevato[2], mentre il suo posizionamento può essere sterile o pulito a seconda del tipo di cateterismo da effettuare, se con cateteri a permanenza o per cateterismo estemporaneo.[3]